# Corymbium africanum
Corymbium africanum, vrsta trajnice iz porodice glavočika. Južnoafrički je endem s četiri podvrste

## Podvrste
- Corymbium africanum subsp. africanum
- Corymbium africanum var. fourcadei (Hutch.) Weitz
- Corymbium africanum var. gramineum (Burm.f.) Weitz
- Corymbium africanum subsp. scabridum (P.J.Bergius) Weitz